# Brotauswerfen

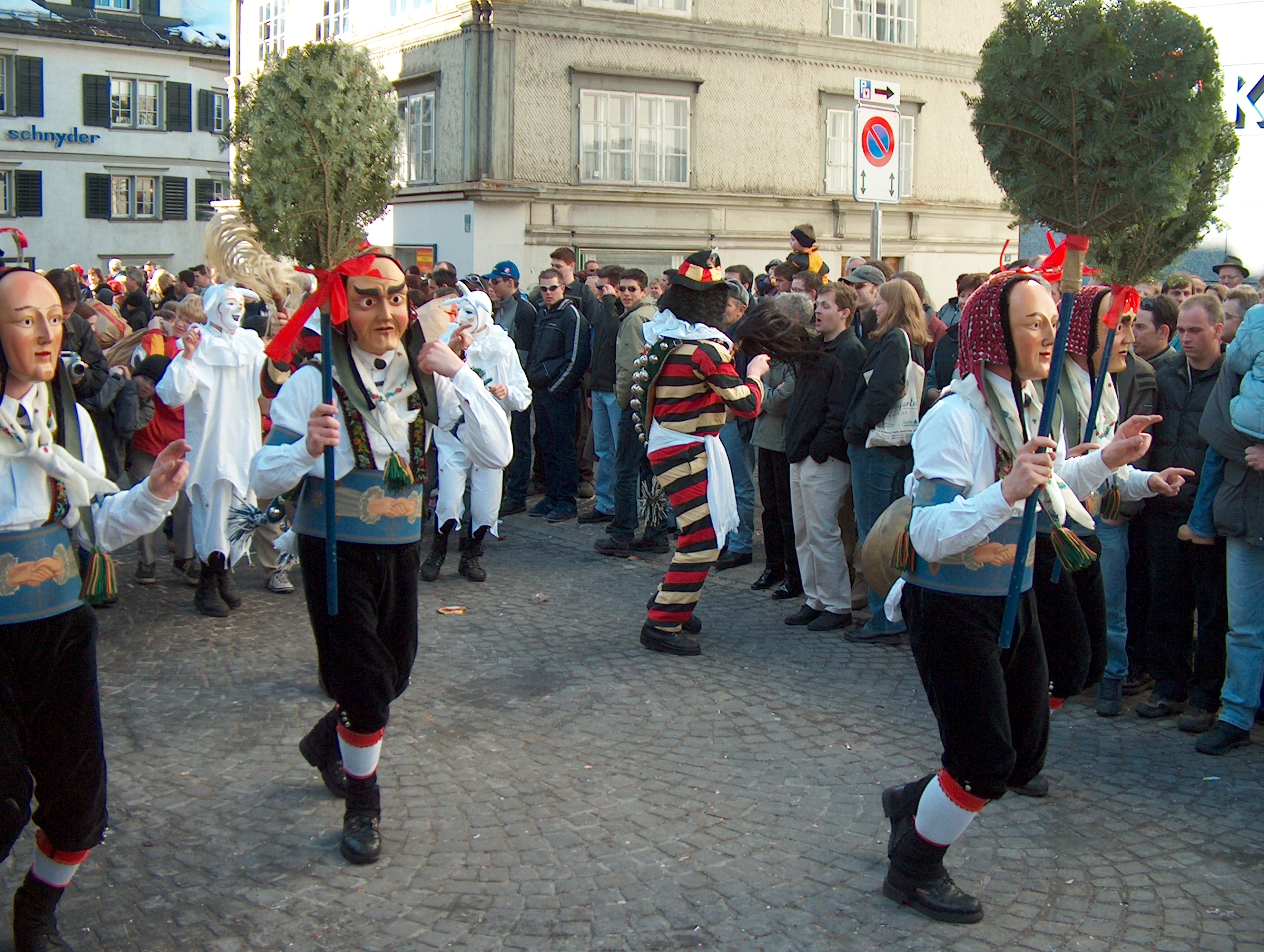
Johee beim Brotauswerfen

Das Brotauswerfen ist ein Brauch der Einsiedler Fasnacht. Es findet jährlich jeweils am Nachmittag des Fasnachts-Dienstages statt. Dabei werden durch eine Maskengruppe, welche aus Joheen, Mummerien und Hörelibajassen besteht, 8000 "Mütschli" ausgeworfen. Ein Mütschli ist ein Brotlaib mit einem Gewicht von 250 Gramm, womit insgesamt zwei Tonnen Brot ausgeworfen werden. 
Zu diesem Zweck werden drei Bühnen auf drei verschiedenen Plätzen im Dorf erstellt. Vor dem Auswerfen bahnt sich die Maskengruppe durch die Menschenmenge einen Weg zur Bühne. Sobald alle ihre Position bezogen haben, beginnt das Auswerfen. Natürlich versuchen die Gäste jeweils, ein "Mütschli" direkt zu fangen. 
Viele Einheimische sind sich darin einig, dass es sich beim Brotauswerfen um den schönsten Fasnachtsbrauch in Einsiedeln handelt. So verwundert es nicht, dass sich um die Bühnen jeweils eine riesige Menschenmenge drängt und dass viele Besucher von auswärts extra für diesen Anlass nach Einsiedeln reisen. Der Brauch wird seit 1903 vom Turnverein Einsiedeln durchgeführt, welcher damals die Garderobe vom Pfauenwirt Karl Gyr-Kälin erhalten hat. Gemäss Martin Gyr ist der Brauch aber bis ins 17. Jahrhundert zurückverfolgbar. Ziel war das Almosengeben, herrschte in jener Zeit doch grosse Armut.

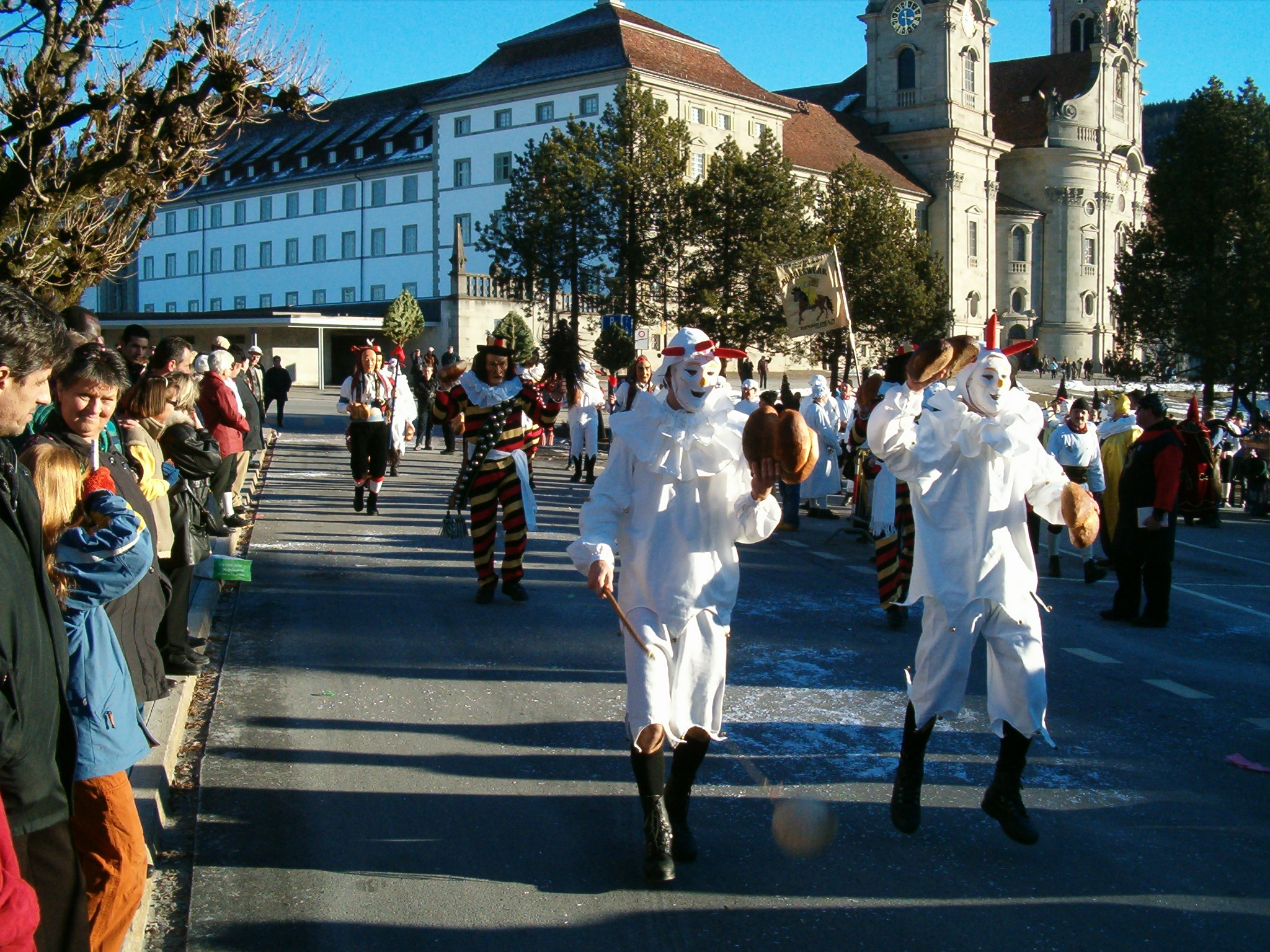
Zwei Hörelibajassen vor dem Kloster Einsiedeln

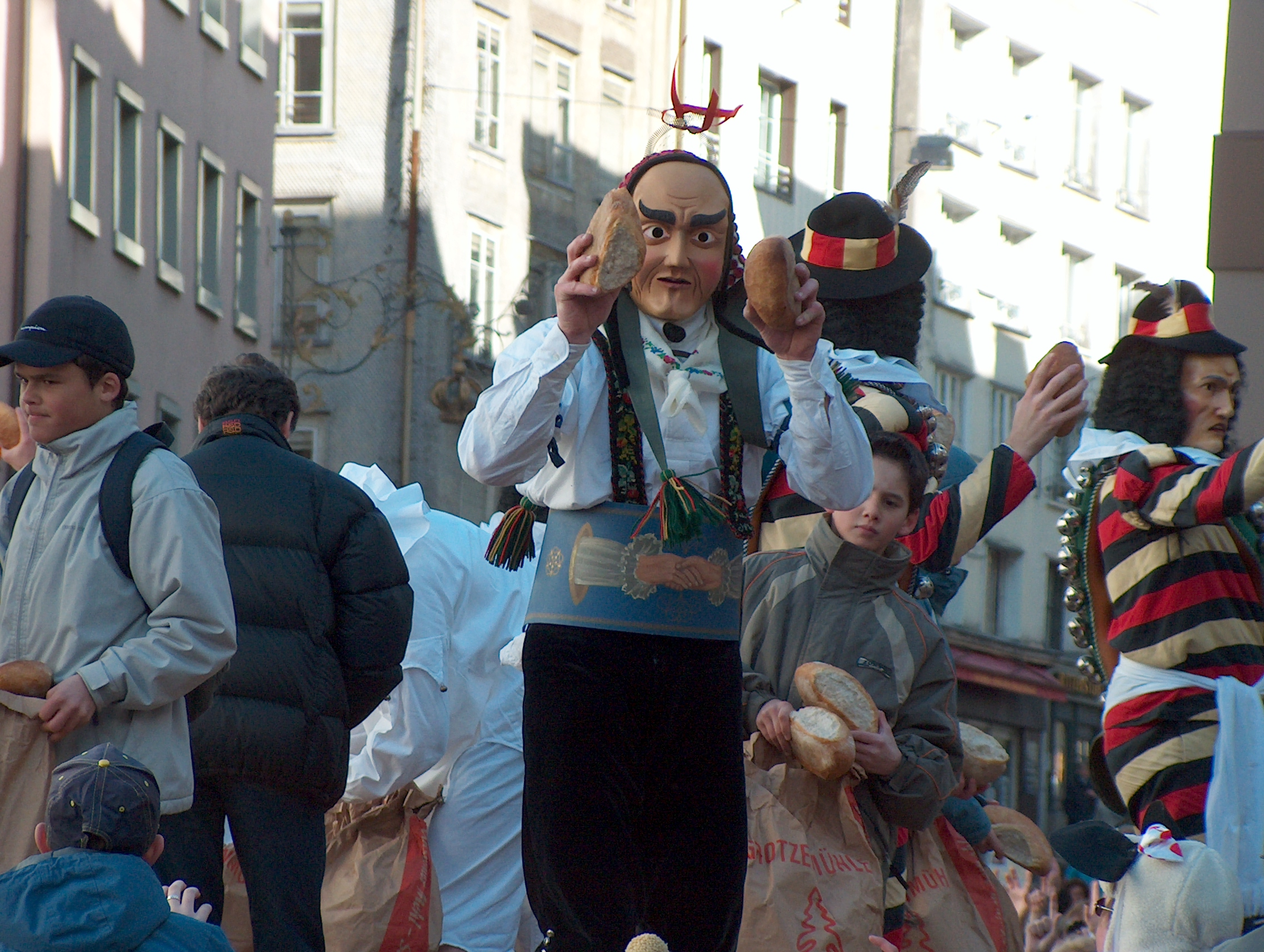
Johee mit Mütschli